# Двухрядный альсофис
Двухрядный альсофис (лат. Pseudalsophis biserialis) — вид змей из семейства ужеобразных.
Эндемик Галапагосских островов. Это умеренно ядовитая змея. Она считается неагрессивной и безвредной для людей. Есть два подвида: восточный и западный, последний больше, длиннее и темнее восточного. Западный подвид специализируется на охоте на рыбу, в то время как оба подвида едят маленьких рептилий, яиц, грызунов и птенцов. Pseudalsophis biserialis находится под угрозой из-за недавно интродуцированных видов, которые питаются яйцами змей, включая свиней, коз и кошек. Это один из трех видов змей на Галапагосских островах. В ноябре 2016 года видеоролик из сериала Би-би-си «Планета Земля II», показывающий несколько Pseudalsophis biserialis, охотящихся на морских игуан, стал вирусным.

## Таксономия и этимология
Первоначально он был классифицирован как Herpetodryas biserialis Альбертом Гюнтером в 1860 году, этот вид был переименован много раз с тех пор. Общие названия включают Dromicus, Orpheomorphus и Oraphis.